# 小泉氏灰木
小泉氏灰木（学名：Symplocos decora）又稱美山矾，为灰木科灰木属下的一个种。

## 扩展阅读
- 維基物種上的相關：小泉氏灰木